# HAWKS55年会
HAWKS55年会（ホークスごじゅうごねんかい）は、プロ野球・福岡ソフトバンクホークスに所属していた昭和55年度（1980年4月2日～1981年4月1日）生まれの選手たちによって、2008年に結成された組織である。
結成イベントでは、チャリティーオークションや、「若鷹基金」設立発表などが行われた。
一時ホークスに所属していた松坂大輔も途中で加入している。

## メンバー

### 福岡ソフトバンクホークス
- 和田毅（1981年2月21日生まれ）
- 小椋真介（1980年8月1日生まれ、引退）

### 他球団
- 吉本亮（1980年5月8日生まれ、東京ヤクルトスワローズに移籍後引退）
- 新垣渚（1980年5月9日生まれ、東京ヤクルトスワローズに移籍後引退）
- 松坂大輔（1980年9月13日生まれ、埼玉西武ライオンズに復帰後引退）
- 杉内俊哉（1980年10月30日生まれ、読売ジャイアンツに移籍後引退）